# Ocnogyna loewii
Ocnogyna loewii là một loài bướm đêm thuộc phân họ Arctiinae, họ Erebidae.